# 爱德华·罗塞尔
爱德华·埃尔加托维奇·罗塞尔（羅馬化：Eduard Ergartovich Rossel'；1937年10月8日—）是俄罗斯政治政治人物，1995年至2009年担任斯维尔德洛夫斯克州州长，2009年至2022年担任联邦委员会议员。